# Italia (piroscafo)
La Italia è una motonave a ruote del Lago di Garda, ex piroscafo, tuttora in servizio.

## Storia
L'Italia venne ordinata nel 1908 dalla società milanese "Innocente Mangilli", operante sui laghi di Garda e Maggiore, assieme al gemello Lombardia (navigante sul Verbano), e compì il primo viaggio il 5 maggio 1909. La sua mole impressionò i doganieri austroungarici, che ne impedirono l'attracco a Riva. Fu l'ultimo ed il più maestoso della generazione dei piroscafi salone benacensi.
Requisito dal Regio Esercito Italiano il 23 maggio 1915, nel 1916 venne impiegato per evacuare i profughi dalle zone di guerra. Riprese il servizio regolare nel dopoguerra, per conto della "Società Subalpina Imprese Ferroviarie", che aveva rimpiazzato la fallita impresa "Mangilli". Il 10 giugno 1923 si arenò nei pressi di Campione del Garda, dovendo essere evacuato per mezzo di imbarcazioni e riportando gravi danni.
Il 7 novembre 1944 partecipò al disincaglio ed al rimorchio del piroscafo Giuseppe Zanardelli, incendiato da un attacco aereo il giorno prima. Nel gennaio 1945 venne requisito dall'autorità militare tedesca, che ne fece un ospedale per i propri feriti. L'Italia venne ormeggiato a Sirmione, issate bandiere con la croce rossa e la stessa dipinta anche sul tetto della timoniera e sui fianchi del battello. Ciò non bastò a salvarlo, il 12 gennaio, quando alle 10.40 venne avvistato da quattro cacciabombardieri angloamericani: venne colpito da una cinquantina di colpi che causarono la morte del marinaio Guerrino Ceccon ed il ferimento di altri due uomini; l'intero ponte superiore venne distrutto dalle fiamme. Vennero sganciate sette-otto bombe che lo mancarono.
Il 18 gennaio venne nuovamente attaccato: furono tagliati gli ormeggi per evitare che venissero colpite le abitazioni sulla riva (alcune bombe erano infatti cadute sugli alberghi costieri) e, ripetutamente colpito, si incendiò e affondò vicino alla riva del lago.
Nel 1949, nell'ambito della ricostruzione della flotta, venne recuperato e, trainato in cantiere dal rimorchiatore Mincio, ricostruito com'era, con la sola differenza della verniciatura dei piani superiori (in origine marrone legno ed ora bianchi). Tornò in servizio nel 1951, per conto della Gestione Governativa.
Nel 1976 subì un drastico rimodernamento: venne rimossa la macchina a vapore, sostituita da un motore Diesel, ed il ponte superiore chiuso; il fumaiolo venne abbassato di un livello, e la plancia sostituita con una più grande e collocata a prua, dando al battello un profilo piuttosto tozzo e pesante.
L'Italia è tuttora in servizio.

## Il profilo
L'aspetto dell'Italia, nonché del gemello Lombardia, era particolarmente innovativo per i laghi italiani. Le caldaie erano decentrate verso poppa rispetto alle ruote, e quindi anche il fumaiolo. Per bilanciare il profilo che diveniva così piuttosto pesante, il fumaiolo, assieme alle maniche a vento ed alla timoniera (dotata di singolari "alette di plancia", anch'esse una rarità sui laghi italiani) non era posto sul ponte di coperta, ma sopraelevato di un livello, sul tetto di piccola una saletta fumatori posta a centro nave. A prua e poppa si innalzavano due alberi, e sui tamburi delle ruote erano rizzate due piccole scialuppe.
Questa disposizione degli elementi costruttivi, unica in Italia ma molto comune in Svizzera, dava alle due navi un aspetto imponente e maestoso senza essere pesante o sgraziato. Le uniche differenze tra l'unità verbanica e quella benacense era costituita dalla maggiore altezza del fumaiolo di quest'ultima, e dall'assenza – sempre su di essa – di telai per i tendoni anche sul ponte di coperta prodiero. Ciò rendeva l'Italia più elegante del gemello.